# 六本木一丁目駅
六本木一丁目駅（ろっぽんぎいっちょうめえき）は、東京都港区六本木一丁目にある、東京地下鉄（東京メトロ）南北線の駅である。駅番号はN 05。

## 歴史
- 2000年（平成12年）9月26日：帝都高速度交通営団（営団地下鉄）南北線の延伸に伴い開業[2][3]。開業前の仮称は「東六本木駅」であった[4]。
- 2004年（平成16年）4月1日：帝都高速度交通営団（営団地下鉄）民営化に伴い、当駅は東京地下鉄（東京メトロ）に継承される[5]。
- 2007年（平成19年）3月18日：ICカード「PASMO」の利用が可能となる[6]。
- 2015年（平成27年）3月11日：発車メロディを変更[7]。

## 駅構造
島式ホーム1面2線を有する地下駅で、フルスクリーンタイプのホームドアが設置されている。地下4階がホーム、軌道階で、地下3階はトンネル換気室、空調機械室、変電所（東六本木地下変電所）および出口3番方面への地下コンコースなど、地下2階は改札階、駅事務室などである。地上との間には、エレベーター・エスカレーターが設置されている。
当駅の開業当初は、駅東側で進行していた「六本木一丁目西地区第一種市街地再開発事業」が未完成だったため、駅施設の一部を暫定形式で使用していた。再開発事業は開業2年後の2002年7月に完了し、合わせて改札口・出入口の移設や変更が実施された。
2016年に開業した住友不動産六本木グランドタワーへのアクセス改善の為、2017年には西口改札を新設した。
ホームは中央付近の天井部は乗客の同線を導くサークル状天井とし、駅両端部の混雑緩和を促している。近年の乗降客増加に伴い、朝夕のラッシュ時は、ホームやコンコース階の混雑が激しい。特に、溜池山王駅や永田町駅、四ツ谷駅での乗換の利便性から、最も南側（6号車付近）のホームとコンコース階を結ぶ階段・エスカレーターに旅客が集中しやすく、遅延増大の原因となっている。
当駅は首都高速都心環状線の橋脚および既設高層ビル4棟に近接しての駅開削工事となり、それらへの影響を避けるため、地下鉄工事としては初めて「横断地下連続壁工法」と「水中掘削工法」を採用して建設した。これは、駅を構築する周囲を地下連続壁（土留め連壁）で囲い、さらに一定間隔で横断連壁26列により仕切ることで、掘削部を27個のマス目状にする。そして、安全な深さまでは通常のドライ掘削を行い、それ以下は注水して水中掘削を行うものである。
1番出入口への階段・エスカレーター部の壁面は「アジサイの道」をイメージして、港区の花「アジサイ」のレリーフタイルを配置した。
3番出入口方面への通路は、「公園の遊歩道」をイメージして、白色タイルを基調としながら6色のタイルで「風の流れ」と「飛ぶ鳥」を表現し、一部に樹木や床面には水面を表現した。通路壁面には「六本木の夜景」をシルエットにしたステンレス鏡面のエッチングレリーフ板を配置し、利用者へ「憩い」を与える歩行空間とした。
出入口No.3-が、2002年度グッドデザイン賞受賞。

### のりば
| 番線 | 路線   | 行先                   |
| ---- | ------ | ---------------------- |
| 1    | 南北線 | 赤羽岩淵・浦和美園方面 |
| 2    | 南北線 | 目黒方面               |

（出典：東京メトロ:構内図）

### 発車メロディ
開業時から吉村弘作曲の南北線全駅共通の発車メロディ（発車サイン音）を使用していたが、2015年3月11日にスイッチ制作の当駅オリジナルのメロディに変更されている。
曲は1番線が「さざ波」、2番線が「陽だまり」（いずれも福嶋尚哉作曲）である。

### 駅改札内設備
- 売店・待合室はない。
- トイレは地下2階にある。
- 泉ガーデンと改札口で直結している。

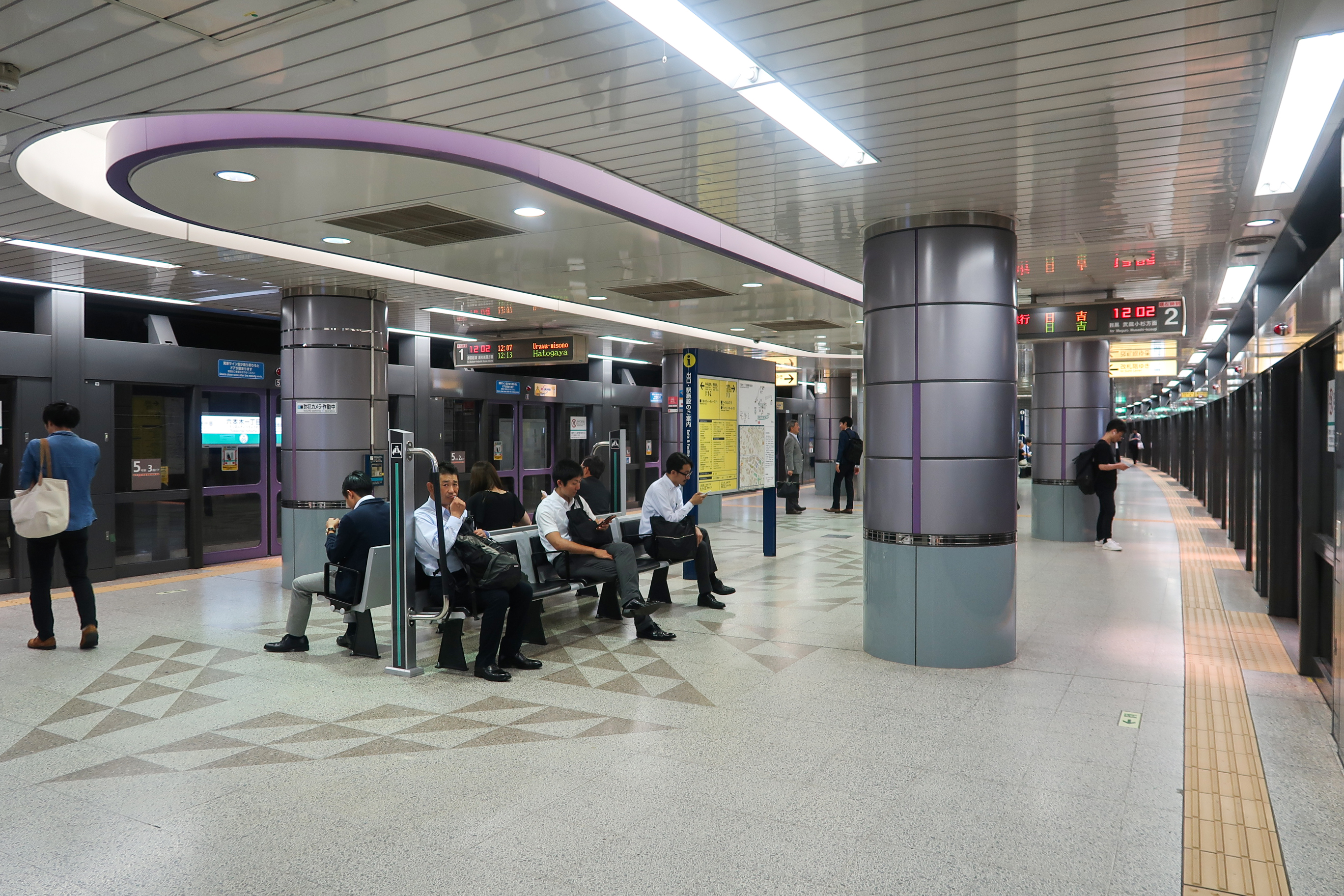
ホーム
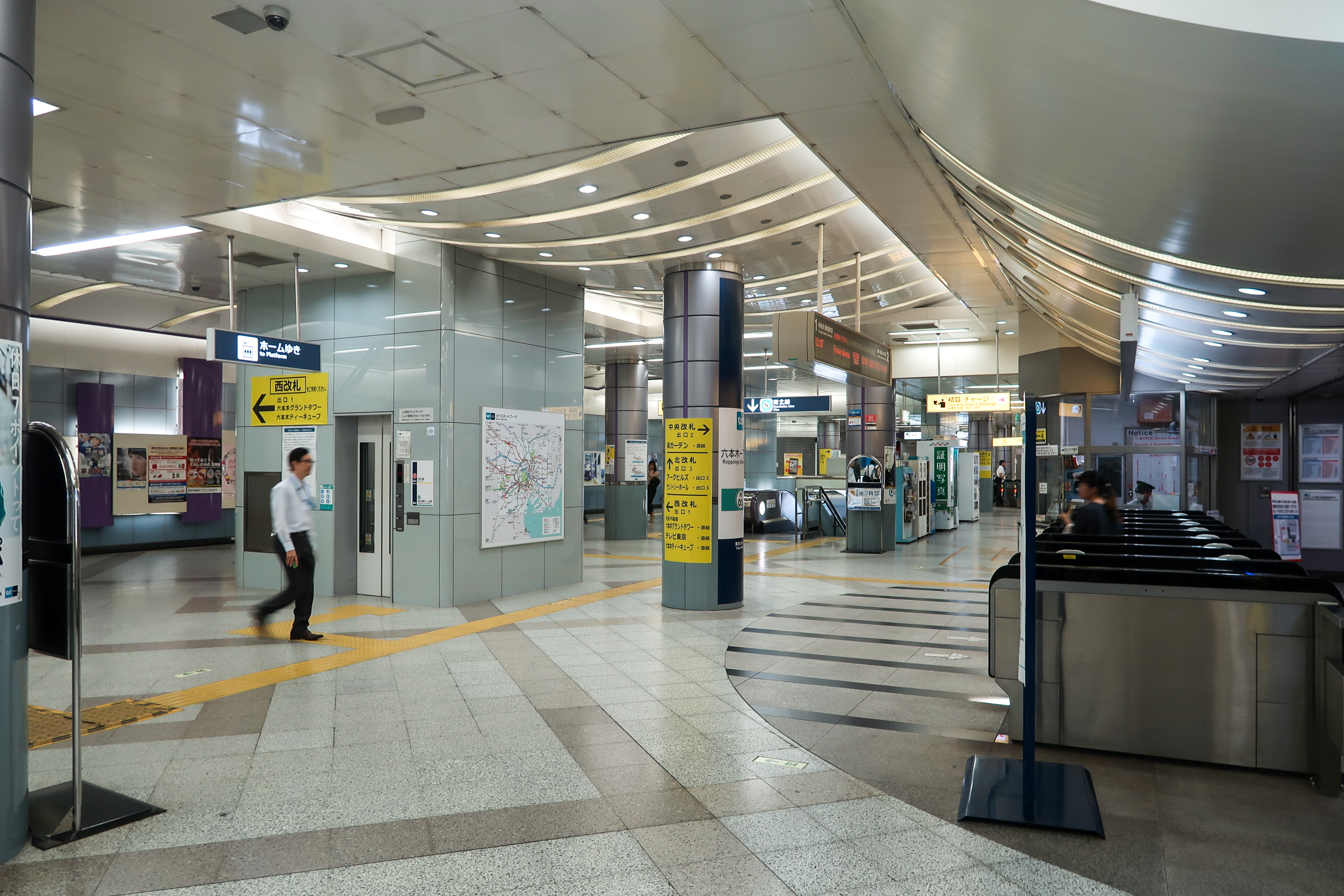
改札
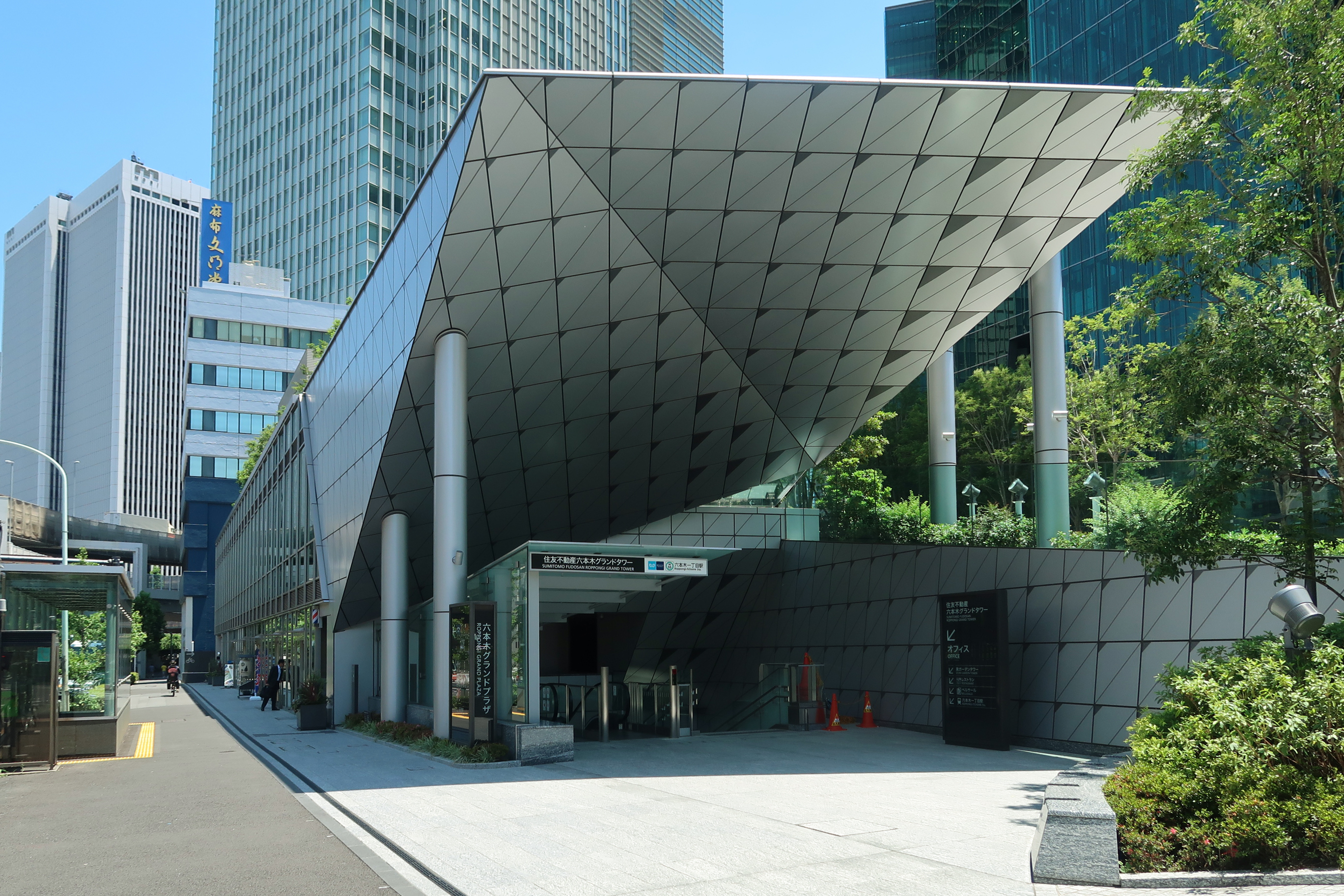
出入口

## 利用状況
2024年度の1日平均乗降人員は74,305人、東京メトロ全130駅中54位。南北線の単独駅では乗降人員が最も多い。2017年度は、東京メトロ全駅の中で、最も乗降客数の伸び率が高い駅であった。
開業前の予想乗降人員は、63,000人であった。
開業以来の1日平均乗降・乗車人員は下表の通りである。
| 年度               | 1日平均 乗降人員 | 1日平均 乗車人員 | 出典     |
| ------------------ | ---------------- | ---------------- | -------- |
| 2000年（平成12年） | 15,129           | 8,412            | [ * 1 ]  |
| 2001年（平成13年） | 20,122           | 10,658           | [ * 2 ]  |
| 2002年（平成14年） | 25,153           | 12,288           | [ * 3 ]  |
| 2003年（平成15年） | 30,565           | 15,071           | [ * 4 ]  |
| 2004年（平成16年） | 40,774           | 20,104           | [ * 5 ]  |
| 2005年（平成17年） | 48,809           | 24,047           | [ * 6 ]  |
| 2006年（平成18年） | 52,673           | 25,934           | [ * 7 ]  |
| 2007年（平成19年） | 56,073           | 27,306           | [ * 8 ]  |
| 2008年（平成20年） | 55,215           | 26,819           | [ * 9 ]  |
| 2009年（平成21年） | 51,530           | 25,132           | [ * 10 ] |
| 2010年（平成22年） | 49,311           | 24,109           | [ * 11 ] |
| 2011年（平成23年） | 49,425           | 24,148           | [ * 12 ] |
| 2012年（平成24年） | 50,205           | 24,471           | [ * 13 ] |
| 2013年（平成25年） | 54,200           | 26,507           | [ * 14 ] |
| 2014年（平成26年） | 63,514           | 31,186           | [ * 15 ] |
| 2015年（平成27年） | 69,716           | 34,273           | [ * 16 ] |
| 2016年（平成28年） | 74,205           | 36,540           | [ * 17 ] |
| 2017年（平成29年） | 82,823           | 40,899           | [ * 18 ] |
| 2018年（平成30年） | 86,306           | 42,693           | [ * 19 ] |
| 2019年（令和元年） | 88,958           | 43,959           | [ * 20 ] |
| 2020年（令和02年） | 50,637           |                  |          |
| 2021年（令和03年） | 51,319           |                  |          |
| 2022年（令和04年） | 60,048           |                  |          |
| 2023年（令和05年） | 68,808           |                  |          |
| 2024年（令和06年） | 74,305           |                  |          |

備考
1. 1 2  2000年9月26日開業。開業日から翌年3月31日までの計187日間を集計したデータ。

## 駅周辺
- 麻布台ヒルズ
- アパホテル〈六本木SIX〉(2020年7月28日オープン)
- 泉ガーデン
  - 泉ガーデンタワー
    - ホテルヴィラフォンテーヌ六本木

  - 泉屋博古館分館
- ホテルオークラ東京
- 六本木ティーキューブ
- ハローワーク品川 六本木庁舎
- 住友不動産六本木グランドタワー
  - テレビ東京ホールディングス
  - テレビ東京
  - BSテレビ東京
- 日本基督教団霊南坂教会
- 駐日アメリカ合衆国大使館宿舎
- 全国郵便局長会六本木ビル
  - 全特六本木ビル内郵便局
- 六本木駅（東京メトロ日比谷線・都営地下鉄大江戸線）
- 南カリフォルニア大学東京事務所

- アークヒルズ
  - サントリーホール
  - ANAインターコンチネンタルホテル東京（旧東京全日空ホテル）
  - アーク森ビル内郵便局
  - テレビ朝日アーク放送センター
- 六本木25森ビル
- 六本木ファーストビル/プラザ
  - ラフォーレミュージアム六本木
- 東京ミッドタウン
- 檜町公園
- 氷川神社
- 駐日スペイン大使館
- 駐日サウジアラビア大使館
- 駐日スウェーデン大使館
- 駐日シリア大使館
- 駐日ミクロネシア連邦大使館
- 首都高速3号渋谷線・首都高速都心環状線
  - 谷町ジャンクション

## バス路線
最寄りのバス停は、北側から順に赤坂アークヒルズ前、赤坂アークヒルズ、六本木一丁目駅前、六本木四丁目の4停留所で、1 - 7番ののりば番号がある。
- 都営バス
  - 都01(T01)：渋谷駅前行 / 新橋駅前行・溜池行

※「赤坂アークヒルズ」（3番のりば）は渋谷駅前行の始発便のみ。
このほか、近隣のホテルオークラ東京、ANAインターコンチネンタルホテル東京停留所に東京空港交通（リムジンバス）が発着している。
ホテルオークラ東京
- 羽田空港行（リムジン）
- 成田空港行（リムジン）

ANAインターコンチネンタルホテル東京
- 羽田空港行（リムジン）
- 成田空港行（リムジン）

## 隣の駅
東京地下鉄（東京メトロ）
 南北線
麻布十番駅 (N 04) - 六本木一丁目駅 (N 05) - 溜池山王駅 (N 06)